# Microsoft Entourage
Microsoft Entourage es un cliente de correo electrónico y administrador de información personal desarrollado por Microsoft para Mac OS 8.5 y superiores. Microsoft Entourage se lanzó por primera vez en octubre de 2000 como parte de Microsoft Office 2001, la versión anterior de Office para Mac OS incluía Outlook Express 5. La versión actual es Entourage 2008, puesto en venta como parte de Microsoft Office para Mac 2008.

## Descripción general
Entourage proporciona acceso a correo electrónico, un calendario, libreta de direcciones, lista de tareas, lista de notas, y gerente del proyecto. Con Entourage 2004, Microsoft comenzó a ofrecer el Centro de proyectos, lo que permite al usuario crear y organizar proyectos. La información puede venir de dentro o fuera de Entourage. Entourage apoya la recuperación de correo electrónico usando POP3, IMAP, y (para servidores de Microsoft Exchange) WebDAV.
Entourage 2008 incluye una nueva utilidad llamada "My Day", que ayuda en la organización de un día, y mejoras en velocidad de búsqueda,la mejora del filtro correo basura y phishing para la protección, así como la navegación rápida a través de los favoritos y barras de herramientas personalizables.

## Características
Entourage apoya algunas tecnologías de Mac OS, al igual que el motor de búsqueda Spotlight y AppleScript, sin embargo el uso de una base de datos monolítica hace que sea difícil realizar una copia de seguridad incremental con Time Machine. Entourage también mantiene una libreta de direcciones y permite la sincronización de contactos y calendario de eventos a través de Servicios de sincronización.

### Comparación con Outlook
A diferencia de las demás aplicaciones de Mac la versión de la suite Microsoft Office, Entourage no comparte un nombre con su homólogo de Microsoft Windows. Entourage tuvo sus orígenes en Outlook Express 5 en el Mac, así como Claris Emailer.